# Betsy Ancker-Johnson
Betsy Ancker-Johnson (San Luis, 29 de abril de 1927-Austin, 2 de julio de 2020) fue una física estadounidense, especializada en el estudio del plasma. Es conocida por su investigación sobre inestabilidades que pueden ocurrir en plasmas en sólidos, y por su invención de un generador de señal en el rango de los gigaciclos que utiliza materiales semiconductores en campos magnéticos y eléctricos. Fue la primera mujer de designación presidencial en el Departamento de Comercio de Estados Unidos, y la cuarta mujer elegida para la Academia Nacional de Ingeniería.

## Infancia y educación
Nació como Betsy Ancker en San Luis, Misuri. Sus padres, Clinton James y Fern (Lelan) Ancker, la animaron a seguir su vocación.
Obtuvo una licenciatura en Física con altos honores en el Wellesley College en 1949, y perteneció a la hermandad Phi Beta Kappa. Se doctoró magnum cum laude por la Universidad de Tuebingen, Alemania, en 1953.
Sus títulos honoríficos incluyen doctorados en ciencias por el Instituto Politécnico de Nueva York y la Universidad del Sur de California y un doctorado en derecho en el Bates College.

## Carrera
Después de graduarse, fue física de investigación junior y profesora en Berkeley antes de trabajar en Sylvania Electric Products y en el Centro de Investigación David Sarnoff de la Radio Corporation of America. Fue profesora afiliada de ingeniería eléctrica en la Universidad de Washington desde 1961 hasta 1973. Durante ese tiempo, también fue especialista en investigación en el laboratorio de física de plasma de Boeing Science Research Laboratories, donde se desempeñó como supervisora y gerente de Solid State y Plasma Electronics y Advanced Energy Systems, respectivamente. Ancker-Johnson también fue científica visitante en los laboratorios Bell durante este período.
En 1973, se convirtió en la subsecretaria de Ciencia y Tecnología, siendo la primera mujer de designación presidencial en el Departamento de Comercio de Estados Unidos. Después trabajó como directora del Laboratorio de Investigación de Física en el Laboratorio Argonne, antes de convertirse en la primera vicepresidenta de la industria automotriz como vicepresidenta de Personal de Actividades Ambientales de General Motors. Mientras trabajaba allí, fue profesora en el Departamento de Ingeniería Eléctrica y Ciencias de la Computación en la UC Berkeley.
Ancker-Johnson ha publicado más de 70 trabajos científicos y patentes.

## Premios y reconocimientos
- Miembro de la Academia Nacional de Ingeniería (1975)
- Miembro de la Sociedad Física Americana
- Miembro del Institute of Electrical and Electronics Engineers
- Miembro de la Sociedad de Ingenieros de Automoción